# FMCK Göteborg
FMCK Göteborg är en kår inom Frivilliga Motorcykelkåren, FMCK. Kåren, med verksamhet för MC-ordonnanser, enduro och ungdom, bildades 1956 och har ca 100 medlemmar. FMCK Göteborg utbildar MC-ordonnanser för i första hand Elfsborgsgruppens behov, och fick under 2006 nya lokaler på Göteborgs garnison. Tidigare var kåren placerad på Säve depå.